# Peter Andersson Appelman
Peter Andersson Appelman, född 2 januari 1622, död 1705, var en svensk guvernör. Han var far till Gustaf Gabriel Appelman
Peter Andersson var son till proviantmästaren Anders Nilsson Slaghök. Han var sekreterare hos drottning Kristina och företog på hennes uppdrag två resor till Karl X Gustav 1656 och 1657 för att framföra synpunkter rörande drottningens underhåll och underhållsländer. Han utnämndes till generalintendent och från 1660 guvernör för hennes underhållsländer. 1664 sändes han till riksdagen i Stockholm för att begära fri religionsutövning för henne och hennes hov vid besök i Sverige, en begäran som avslogs. 
I bevarade brev till drottningen från åren 1664–1666 framförde han bland annat förslaget att utbetala 60.000 riksdaler eller motsvarande årliga skatter till Magnus Gabriel De la Gardie som ersättning för förläningar i Tyskland som han fått avträda till drottningen för att vinna hans stöd för drottningens sak. Appelman lär ha levt som en stor herre på drottningens förläningar i Pommern och vanskötte sitt uppdrag. Under åren efter 1660 nedgick inkomsterna från förläningarna i Pommern från 30.000 till 10.000 riksdaler. Det påstods att han gjort sig en stor förmögenhet på drottningens bekostnad. 
Efter långdragna tvister blev han 1667 avsatt från sin position som guvernör för hennes egendomar, och skulle då egentligen mista även sitt arrende av amtet Pudagla på Usedom men hade vunnit regeringens stöd genom att vara mycket tillmötesgående i fråga om skatteinbetalningar från Kristinas gods få behålla dessa. 
Appelman blev efter tvisterna med drottningen hennes fiende, och utspridde även ett rykte att hon skulle haft för avsikt att begagna sig av regeringens svårigheter för att frånta Karl XI kronan, ett rykte som hon under riksdagen 1668 starkt tillbakavisade. Efter en segdragen tvist dömdes Appelman slutligen 1682 att betala 29.765 riksdaler till drottningen, Pudagla tvingades han frånträda redan 1673. Genom sitt giftermål med Katarina Rehnsköld erhöll Appelman del av den betydande Salvisk-Rehnsköldska förmögenheten. Appelman adlades 7 oktober 1656, och introducerades på riddarhuset 1670.